# Sālārābād Nadar
Sālārābād Nadar (persiska: امیرآباد پاپی, Amīrābād-e Nadar, سالار آباد ندر) är en ort i Iran.   Den ligger i provinsen Lorestan, i den västra delen av landet, 400 km sydväst om huvudstaden Teheran. Sālārābād Nadar ligger 1 576 meter över havet och antalet invånare är 161.
Terrängen runt Sālārābād Nadar är kuperad åt sydost, men åt nordväst är den platt.Runt Sālārābād Nadar är det ganska tätbefolkat, med 72 invånare per kvadratkilometer. Närmaste större samhälle är Aleshtar, 2,9 km norr om Sālārābād Nadar. Omgivningarna runt Sālārābād Nadar är i huvudsak ett öppet busklandskap.